# Kanchin
Kanchin (完战) é um kata do caratê criado pelo mestre Kanei Uechi. O nome da forma é uma junção dos kanji kan, que é advindo do nome dos nomes dos mestres originais do estilo Uechi-ryu (Kanbun, Kanei, e Kanmei), mais chin, ou «batalha», pelo que significaria «batalha/desafio de Kanei». O móvel do kata é desenvolver o conceito de executar várias técnicas numa só instante, e teria sido a composição de técnicas de luta já de facto experimentadas pelo mestre Kanei.

## Características
O kata começa com posturas altas e naturais, porém logo no sétimo kyodo executa-se uma alteração para uma postura mais baixa.